# Daniel Bartl
Daniel Bartl (* 5. července 1989 v Ostravě) je český fotbalový záložník či obránce, od září 2015 hraje v FC Slovan Liberec. Jeho otcem je Jiří Bartl, ligový šampion s Vítkovicemi z roku 1986.

## Klubová kariéra
Svoji fotbalovou kariéru začal v FC Baník Ostrava, jehož je odchovancem. V mužstvu prošel všemi mládežnickými kategoriemi. V roce 2009 se propracoval do prvního týmu, kde odehrál pouze jeden ligový zápas. Na podzim 2010 hostoval v FC Zenit Čáslav, na jaře 2011 v FC Hlučín. V červenci 2011 přestoupil do FK Viktoria Žižkov, tehdejšího nováčka nejvyšší soutěže. V sezoně 2011/12 s mužstvem sestoupil do 2. ligy.

### FK Mladá Boleslav
V zimním přestupovém období ročníku 2013/14 zamířil do FK Mladá Boleslav, kde podepsal kontrakt do léta 2016. V dresu Mladé Boleslavi debutoval pod trenérem Karlem Jarolímem v prvoligovém utkání 21. kola (24. 3. 2014) proti FK Teplice (výhra Boleslavi 1:0), nastoupil na hřiště v 83. minutě, kdy vystřídal Štěpána Koreše. S Boleslaví se představil ve 2. předkole Evropské ligy UEFA 2014/15 proti bosenskému týmu NK Široki Brijeg. V úvodním domácím střetnutí 17. července 2014 (výhra 2:1) šel na hřiště v 75. minutě a o minutu později připravil Michalu Ďurišovi vítězný gól.

### FC Slovan Liberec
Začátkem září 2015 přestoupil do FC Slovan Liberec, kde se dohodl na kontraktu na tři roky. Opačným směrem zamířil fotbalista Jiří Fleišman. Do týmu si hráče přivedl trenér Jindřich Trpišovský, který ho trénoval na Žižkově. Za Slovan debutoval 12. 9. 2015 v utkání 6. kola nejvyšší soutěže proti 1. FC Slovácko (výhra Liberce 2:1), odehrál celé střetnutí.